# North Dakotas historie
North Dakotas historie er fortællingen om vigtige begivenheder sket i den del af USA som udgør North Dakota ordnet i en kronologisk rækkefølge fra forhistorisk tid og til nu.

## Forhistorisk tid
De første folk i North Dakota var storvildts-jægere, der bl.a. nedlagde mindst 29 bisoner på en jagtmark i Mountrail amt omkring år 8.000 f.Kr. De lavede stenspidser af bl.a. Knife River flint brudt i det vest-centrale North Dakota. Stenbruddet forsynede folk med flint til redskaber og våben gennem de næste knap 10.000 år.:B.28 
Fra omkring år 3.000 f.Kr.:B.33  levede der folk ret jævnt fordelt i hele staten;:B.32  det nordøstlige hjørne havde været sumpet og delvist dækket af en svindende smeltevands-sø fra en vældig gletscher indtil ca. år 5.000 f.Kr.:12 
Ukendte, nomadiske folk efterlod tegn på deres tilværelse i North Dakota for 2.000 år siden i form af bl.a. tipi-ringe.:5.69 
De første indfødte i North Dakota, der kan kædes sammen med historisk kendte stammer, er de nordlige mandaner og awatixa hidatsaer.:100  Efter år 1100 anlagde begge stammer småbyer ved Missouri River.:102  Mandan-byerne Menoken, Huff og Double Ditch er anerkendt som fortidsminder af staten. Hidatsaernes byer ved Knife River har status som National Historic Sites.:vii  Crowerne skilte sig ud fra hidatsaerne og udvandrede fra North Dakota til Montana og Wyoming i sen forhistorisk tid.:124 
I den østlige del af staten er kun to indianerbyer fundet, begge fra 1700-tallet: Biesterfeldt ved Sheyenne River samt Hintz ved James River.:283 

## Moderne tid

### År 1700-1800
Den første europæer, der nåede området, var den fransk-canadiske handelsmand La Verendrye som førte en ekspedition til en mandan-landsby i december 1738 med assiniboiner som guider.:18  Handelsforholdene mellem stammerne i North Dakota og afstandene på prærien gjorde, at byindianerne sjældent handlede direkte med europæerne de næste 50 år.
I løbet af 1740erne kom stammerne i North Dakota i besiddelse af heste, der markant ændrede dagliglivet for dem.:5 
Cheyennerne har overleveringer om et liv i byer ved Missouri River i det sydligste North Dakota omkring midten af 1700-tallet.:61 
En koppe-epidemi nåede området i 1780-1781 og forrykkede styrkeforholdene mellem stammerne.
Fra 1793 og ind i 1800-tallet gjorde både franske:299  og britiske pelsopkøbere ture ned til indianer-byerne ved Upper Missouri River nordfra.:25  Deres illegale handel i spansk Lousiana :40  fremtvang nogle få spanske ekspeditioner fra St. Louis op ad Missouri River og ind i North Dakota.

### År 1800-1850
Uden de indfødte i North Dakota vidste noget om det eller havde indflydelse på det, skiftede deres traditionelle områder fra at ligge i spansk Louisiana til fransk Louisiana og endelig til amerikansk Louisiana straks i 1800-tallet. Området dækkede det meste af det fremtidige North Dakota, der på denne tid blot var en mindre, nordlig del af det enorme Lousiana territorium.:11  Lewis og Clark-ekspeditionen udforskede nogle af de ukendte flodsystemer i det tilkøbte land fra 1804-1806.
Fra Canada strakte både det engelske Hudson's Bay Companys Rupert’s Land og Lord Selkirk’s Grant sig langt ned i bl.a. det østlige North Dakota. En aftale om at lade grænsen mellem USA og Canada følge den 49. breddegrad gjorde en ende på de overlappende landkrav i 1818, og North Dakota fik sin definitive grænse mod nord.:39 
Larocque beskrev dele af det sydvestlige North Dakota i 1805, da han som gæst fulgtes med en rejsende crow lejr på dens vej tilbage til Montana efter at have handlet i Big Hidatsa.:161 
Fra at have været en del af Louisiana territoriet blev det fremtidige North Dakota en del af Missouri territoriet den 7. december 1812.:11 
I 1823 opmålte og markerede den amerikanske Long-ekspedition grænsen til Canada som aftalt i 1818.:94  En handelspost under Hudson’s Bay Company bygget på amerikansk jord var blevet forladt om foråret. Lige syd for grænsen og vest for Red River of the North lå Pembina, grundlagt knap 10 år før.:42  Byens ca. 60 hytter var beboet af 350 blandet-blods folk,:43  skotter, englændere, franskmænd, italienere, tyskere og schweizere.:45  Pembina ville fortsætte med at tiltrække nybyggere fra nær og fjern til det nordøstligste hjørne af North Dakota og være en kendt by sidst i århundredet.:385 
Atkinson-O'Fallon-ekspeditionen blev gennemført i 1825.
Oversvømmelser og græshoppe-sværme:359  plagede med mellemrum bebyggelserne ved Red River of the North. Floden lagde store arealer under vand i 1826 og igen årtier senere.:17 
Økonomisk robuste handelsstationer som Fort Clark og Fort Union stod færdigbygget allersidst i 1820erne. I 1832 sejlede den første hjuldamper op ad Missouri River helt til grænsen mellem North Dakota og Montana og indvarslede en ny ære for transport af både gods og personel.:486 
George Catlin, Maximilian zu Wied og Karl Bodmer beskrev statens indfødte folk, landskab og dyreliv i både ord og billeder i starten af 1830erne.
Området i det fremtidige North Dakota øst for Missouri River kom ind under det nydannede Michigan territorium i 1834. To år senere blev denne del af North Dakota et mindre landområde i Wisconsin territoriet; i 1838 en del af Iowa territoriet; og det hørte under Minnesota territoriet i 1849. Området i North Dakota vest for Missouri River og White Earth River blev omtalt som Mandan territoriet fra 1834 til 1854, da det blev en del af det nye Nebraska territorium.:11 
Som i de foregående århundreder var North Dakota en vidtstrakt slagmark, hvor krigere fra indbyrdes fjendtlige stammer stødte sammen igen og igen. Heste blev erobret,:108  enkeltpersoner dræbt, byer stukket i brand og indianermassakrer fandt sted. I f.eks. 1836 dræbte hidatsaer og mandaner mange folk i en passerende yanktonai sioux lejr.:47  Kampene stod på til omkring 1880, da USA endegyldigt stoppede dem.:169 
I 1837 ramte en koppe-epidemi området.
J. N. Nicollet udforskede de østlige dele af North Dakota bl.a. omkring Sheyenne River og Devil’s Lake (nu Spirit Lake) i 1839.:Kort 
John James Audubon studerede dyrelivet op langs Upper Missouri River i 1843.
Midt i 1800-tallet var den største by i North Dakota Like-a-Fishhook Village med knap 1.000 indbyggere.:8  I Pembina distriktet havde 1.116 mennesker til huse.:385 

### År 1850-1900
Fort Laramie traktaten (1851) angik stammerne i North Dakota vest for Missouri River.
Statens første postkontor åbnede i Pembina senest i 1855.:222 
G. K. Warren kortlagde Missouri Rivers løb gennem North Dakota i 1855-1856.
Da staten Minnesota blev en realitet i 1858, eksisterede North Dakota i et forfatningsmæssigt tomrum indtil oprettelsen af Dakota territoriet den 2. april 1861. Dakota territoriet blev siden inddelt i først North – og South Dakota, og endnu senere udskilte staterne Idaho, Montana og Wyoming sig af det.:11 
Fort Abercrombie (1860-1878), ”the Gateway to the Dakotas”, blev det første militære fort bygget på et areal, som siden kom ind under North Dakota.:6  Andre militærstationer fulgte, f.eks. Fort Totten, Fort Stevenson, Fort Buford (hvor Sitting Bull overgav sig) samt Fort Abraham Lincoln med George A. Custer.:13  En del af militærstationernes indkvarterede mænd deltog i nogle af USA’s indianerkrige såvel indenfor som udenfor North Dakotas grænser.
North Dakotas største by med omkring 2.000 indbyggere,:28  indianerbyen Like-a-Fishhook Village, blev som det mindste stukket delvis i brand af fjendtlige siouxer sent i december 1862.:119 
Den 2. oktober 1863 afstod chippewaerne ved Red Lake og Pembina store landområder i North Dakota til USA.:828  Lakotaerne afstod noget land i 1868.:848  Arikaraerne, hidatsaerne og mandanerne overdrog fælles landområder første gang i 1870:852  og sisseton - og wahpeton santee siouxerne i 1872.:858  I forbindelse med landafståelserne blev der oprettet reservater.
De fem reservater i staten er Fort Berthold Reservation (arikara, hidatsa og mandan),:283  Turtle Mountain Reservation (chippewa),:64  Spirit Lake Reservation (santee sioux) samt Standing Rock Reservation (lakota).:284  En flig af Lake Traverse Reservation stikker ind i det sydøstligste North Dakota (sisseton).:327 
Militære ekspeditioner anført af generalerne Sibley og Sully mod flygtende santee-siouxer fra Minnesota fandt sted i 1863, mens Sully også kom i kamp med lakotaer ved Killdeer Mountain i 1864.:14-15 
Navnlig mellem 1869 og 1883 immigrerede mange nordmænd til USA og flere slog sig ned i North Dakota.:131  Her fandt de sammen, så f.eks. over 60 % af befolkningerne i Steele -, Traill - og Pierce amt var nordmænd i 1890.:150 
Nye byer voksede frem i 1870erne i takt med tilgangen af immigranter. Edwinton blev grundlagt i foråret 1872,:5  men bynavnet blev snart ændret til Bismarck. Byen blev Dakota territoriets hovedstad i 1883 (efter at Yankton i det senere South Dakota havde været det indtil da):8  og endelig North Dakotas hovedstad i efteråret 1889.:7 
The Northern Pacific Railroad gennemkrydsede North Dakota fra øst til vest i 1879:136  efter at have haft Bismarck som den vestligste endestation i flere år.:133  Ti år senere var banesystemet udbygget, så der samlet var lagt 3.300 kilometer spor.:85 
Øst for Missouri River havde bisonerne været væk siden 1870.:538  Standing Rock siouxerne tog på deres sidste gode jagt i september 1883. Efter da var bisonen nærmest udryddet i staten.:117 
Fra 1880 til 1885 skete der en stor indvandring i North Dakota fra både andre amerikanske stater og europæiske nationer. Befolkningen i f.eks. Pembina amt voksede fra knap 5.000:55  til 11.500, mens Grand Forks amt oplevede en tredobling af indbyggertallet til mere end 20.000.:56  Indtil folk kom på fode kunne et nybygger-hjem være et gravet hul i præriejorden overdækket med svære grene og et tag af græstørv.:103  En lige startet butik i et relativt tyndt befolket område bestod af måske kun et lille skur eller blot et telt.:36 
I 1888 var befolkningen i Dakota territoriet nået op over de mindst 60.000 indbyggere, der skulle til for at give det status af en stat. Ved en folkeafstemning var der et flertal på knap 6.000 stemmer for at tilslutte sig unionen som to adskilte stater, North – og South Dakota.:7 
Cass amt var North Dakotas hovedleverandør af hvede i 1888 med mere end tre millioner skæpper høstet.:58  Farmerne i Morton amt gjorde det i bønner og ærter, mens Cass amt avlede næsten dobbelt så mange kartofler som noget andet amt (144.000 skæpper).:59  Rolette amt var længst fremme med plantning af frugttræer.:63  Mange familier i staten holdt dyr som f.eks. heste (bl.a. som arbejdskraft), malkekøer, kvæg, grise og/eller får.:67 
I 1889 tryktes mere end 100 forskellige aviser i North Dakota.:84  Der var oprettet over 1.300 små folkeskoler:73  med over 98.000 elever,:109  og University of North Dakota stod klar i Grand Forks. Af andre institutioner fandtes bl.a. et sindsygehospital i Jamestown,:75  mens statsfængslet lå udenfor Bismarck.:76 
Næsten 15 % af North Dakotas borgere i 1890 var indvandret fra Norge. Over 12 % var oprindeligt fra Canada, mens tyskere udgjorde knap 5 % af den samlede befolkning.:185  Folk fra Island søgte mod Pembina amt, hvor hver 10. indbygger var registreret som ”dansker” i 1890.:190 
Navnlig i Standing Rock reservatet tog de indfødte Åndedans bevægelsen til sig i 1890 og skabte uro blandt statens hvide.